# Ka-CHING! (chanson d'EXO-CBX)
Singles de EXO-CBX
Hey Mama!
(2016) Blooming Day
(2018)
Ka-CHING! est le premier single japonais d'EXO-CBX, le premier sous-groupe officiel du boys band sud-coréo-chinois EXO, sorti le 24 mai 2017 par Avex Trax comme chanson phare de leur premier EP japonais Girls. La chanson a été révélée pour la première fois dans la version courte du clip le 1er mai. Le single figure dans leur premier album japonais Magic.

## Contexte et sortie
"Ka-CHING!" est décrit comme une chanson pop-tune accrocheur qui mélange des éléments de jazz avec de l'électronique, résultant d'une mélodie éclectique aussi énergique qu'extraordinaire.

## Clip-vidéo
Le 1er mai 2017, un court clip de "Ka-CHING!" a été mise en ligne. Le clip-vidéo montre les membres avec des danseurs de fond exécutant une chorégraphie incroyablement énergique dans divers casinos luxueusement décorés. 
Le clip a été classé n°1 sur l'iTunes Japan Music Video Chart.

## Promotion
EXO-CBX a interprété "Ka-CHING!" pour la première fois aux Girls Awards 2017 le 3 mai 2017. Le 7 juin, le sous-groupe l'a de nouveau interprété au EXO-CBX "Colorful BoX" Free Showcase. Le 26 août, EXO-CBX l'a chanté lors du a-nation au Japon. EXO-CBX a interprété la version coréenne (excepté les concerts au Japon) de la chanson dans le cadre de la tournée « EℓyXiOn » et la version originale au cours de leur tournée nationale japonaise « EXO-CBX Magical Circus Tour 2018 ».

## Accueil
À sa sortie, "Ka-CHING!" classé n ° 1 sur iTunes Japon.